# 2. Stoßarmee
Die 2. Stoßarmee (russisch 2-я ударная армия) war eine von fünf während des Zweiten Weltkrieges aufgestellten Stoßarmeen der Roten Armee. Sie ging Ende Dezember 1941 aus der Umbenennung der 26. Armee hervor und kämpfte bis Ende 1944 im Bestand der Wolchow- und Leningrader Front, bevor sie zur 2. Weißrussischen Front transferiert wurde. Sie nahm unter anderem an den Ladoga-Schlachten, der Leningrad-Nowgoroder Operation, der Baltischen Operation und der Schlacht um Ostpreußen teil und blieb anschließend bis Januar 1946 in Mecklenburg stationiert, bevor sie im April 1946 aufgelöst wurde. Sie blieb in besonderer Erinnerung durch die Schlacht am Wolchow Anfang 1942, bei der ihr Oberbefehlshaber Andrei Wlassow gefangen genommen wurde, der später für die Deutschen die Russische Befreiungsarmee aufstellte.

## Geschichte

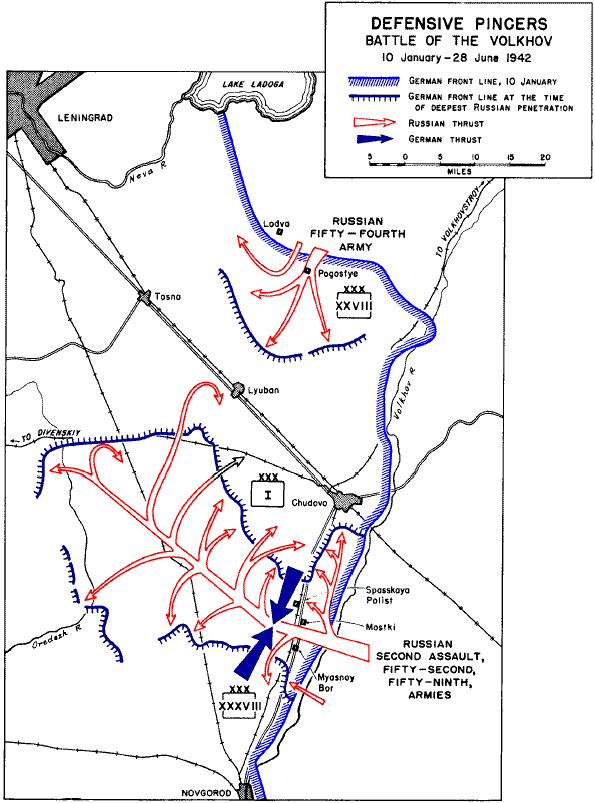
Karte der Schlacht am Wolchow

Die 2. Stoßarmee wurde am 25. Dezember 1941 durch Umbenennung der 26. Armee (1. Formation) im Raum nördlich des Ilmensees an der Wolchow-Front aufgestellt. Ihre Nachbarn waren links die 52. Armee und rechts die 59. Armee.

### 1942
Die 2. Stoßarmee wurde Anfang Januar an der Wolchowfront im Abschnitt Krupitschino-Gorodok zwischen er 59. Armee im Norden und der 52. Armee im Süden eingeschoben.
- Ihr unterstanden die 327. Schützendivision, die 22., 23., 24., 25., 53., 57., 58. und die 59. Schützenbrigade und etwa 10 Ski-Bataillone. Die Schützenbrigaden operierten als verkleinerte Divisionen in jeweiliger Stärke von ungefähr 3500 Mann mit 3 Schützenbataillonen und waren speziell für Durchbruchsoperationen im Winterkrieg formiert und geschult worden.

Am 7. Januar 1942 begann die 2. Stoßarmee eine Operation zur Überschreitung des Wolchow mit dem Ziel, tief in den Rücken der Leningrad belagernden Truppen der Heeresgruppe Nord zu gelangen und diese zum Abbruch der Leningrader Blockade zu zwingen (Schlacht am Wolchow, in der russisch/sowjetischen Militärgeschichtsschreibung als Ljubaner Operation bekannt). Erst nach mehrtägigen Kämpfen gelang die Bildung eines Brückenkopfes am westlichen Ufer des Flusses, der bis Ende Januar gesichert werden konnte, und die Unterbrechung der Bahnlinie Leningrad–Nowgorod.
Im März 1942 wurde die auf Ljuban durchgebrochene Armee durch deutsche Gegenangriffe am Wolchow von der eigenen Front isoliert, musste aber auf höheren Befehl in ihren erreichten Stellungen ausharren, bevor sie endlich am 24. Mai den Befehl zum Rückzug aus dem Kessel erhielt. Allerdings konnten sich lediglich bis zu 16.000 Mann bis Ende Juni durch die Linien der Deutschen bzw. die zeitweilig geschaffenen Korridore durchschlagen, der Rest fiel oder geriet in Gefangenschaft.
Am 15. Juli 1942 wurde die praktisch komplett vernichtete Armee aus Resten und neu zugeführten Verstärkungen im Raum Nazija-Putilowo, südlich des Ladogasees neu aufgestellt. Kernstück für den Wiederaufbau der Armee wurde die 327. Schützendivision, die sich unter Oberst I. M. Antjufejew in den Kämpfen am Wolchow bewährt hatte. Ab dem 8. September 1942 wurde die noch stark geschwächte Armee in die Erste Ladoga-Schlacht geworfen. Sie musste schon Ende des Monats wieder aus den Linien gezogen werden und wurde erneut neu zusammengesetzt.
Armeegliederung am 10. Oktober 1942
- 4. Garde-Schützenkorps, Generalmajor Nikolai Alexandrowitsch Gagen (259., 372. und 374. Schützendivision, 23., 33. und 140. Schützenbrigade)
- 6. Garde-Schützenkorps, Generalmajor Iwan Prokofjewitsch Alferow (3. Garde- und 376. Schützendivision)
- 19. Garde-, 128., 256. und 314. Schützendivision

Bis Dezember 1942 wuchs die Armee wieder auf eine Stärke von rund 165.000 Mann, über 2000 Geschützen und mehr als 200 Panzern an.

### 1943
Der nächste Einsatz der 2. Stoßarmee erfolgte in der Zweiten Ladoga-Schlacht im Januar 1943 (in der russischen Militärgeschichtsschreibung Operation Iskra).
Armeegliederung am 12. Januar 1943
- 11., 18., 71., 128., 147., 191., 256., 314., 327., 372. und 376. Schützendivision
- 22. Schützenbrigade

Am 12. Januar konnte am linken Ufer der Newa bei Marjino im Abschnitt der deutschen 170. Infanterie-Division ein kleiner Brückenkopf erkämpft werden. Im Osten südlich des Dorfes Lipa und beidseitig von Gaitolowo gelangen der 128. und 256. Schützendivision größere Fronteinbrüche bei der 227. Infanterie-Division. Bis Ende des Monats konnte durch die Vereinigung der 67. Armee und der 2. Stoßarmee im Raum nördlich Sinjawino ein schmaler Korridor nach Leningrad geöffnet werden. Eine Einnahme der Höhen von Sinjawino, die im Februar 1943 versucht wurde, scheiterte jedoch. Den Rest des Jahres 1943 verbrachte die Armee überwiegend im Stellungskrieg. Ende Oktober 1943 wurde das Armeehauptquartier heimlich in Vorbereitung auf eine Angriffsoperation aus dem Brückenkopf von Oranienbaum westlich von Leningrad aus der Front gezogen und auf dem Seeweg dorthin verlegt.

### 1944
Im Zuge der Krasnoje Selo-Ropschaer Operation brach die 2. Stoßarmee ab dem 14. Januar 1944 aus dem Oranienbaumer Brückenkopf aus und erreichte schon eine Woche später den Zusammenschluss mit der 42. Armee der Leningrader Front südöstlich von Ropscha. Dies war der Auftakt zur Leningrad-Nowgoroder Operation der Leningrader und Wolchow-Front, in deren Verlauf bis Anfang März die Heeresgruppe Nord aus dem Leningrader und Kalininer Gebiet auf die „Panther-Stellung“ zurückgeworfen und die Leningrader Blockade endgültig beendet wurde.
Armeegliederung am 14. Januar 1944
- 43. Schützenkorps, Generalleutnant Anatoli Josifowitsch Andrejew (48., 90. und 98. Schützendivision)
- 122. Schützenkorps, Generalmajor Panteleimon Alexandrowitsch Saitzew (11., 131. und 168. Schützendivision)
- 43. Schützendivision, Oberst Pjotr Wassiljewitsch Borisow
- 43., 122. und 152. Panzerbrigade

Es folgte bis Sommer 1944 die Teilnahme an der Schlacht um den Brückenkopf von Narva. Die Stadt und das Hinterland von Narva konnten Ende Juli im Zusammenwirken mit den Truppen der 8. Armee zurückerobert werden. Bis Anfang September folgten vergebliche Versuche, die deutsche „Tannenbergstellung“ zu überwinden. Anschließend wurde die Armee in Vorbereitung auf die Baltische Operation auf die Südwestseite des Peipussees verlegt.
Am 17. September ging die 2. Stoßarmee im Rahmen der Tallinner Operation aus ihren Stellungen östlich von Tartu zum Angriff über und erreichte innerhalb weniger Tage den Zusammenschluss mit der aus dem Raum Narva vorrückenden 8. Armee in Raum Rakvere. Bis Ende des Monats war das gesamte festländische Estland wieder in sowjetischem Besitz.

### 1945
Um den Jahreswechsel 1944/45 wurde die 2. Stoßarmee zur 2. Weißrussischen Front transferiert, wo sie am Narew im Raum Różan versammelt wurde. Ab dem 14. Januar griff sie im Rahmen der Mlawa-Elbinger Operation in Richtung Nordwesten an und erreichte am 26. Januar Marienburg.
Armeegliederung am 12. Januar 1945
- 98. Schützenkorps, Generalleutnant Georgi Iwanowitsch Anissimow (142., 281. und 381. Schützendivision)
- 108. Schützenkorps, Generalleutnant Vitali Sergejewitsch Polenow (46., 90. und 372. Schützendivision)
- 116. Schützenkorps, Generalmajor Fjodor Kusmitsch Fetissow (86., 321. und 326. Schützendivision)

Am 10. Februar konnte Elbing eingenommen werden. Im Zuge der Schlacht um Ostpommern fiel am 11. März Dirschau an die Armee, die ihren Vormarsch auf Danzig fortsetzte, das am 30. März eingenommen wurde. Eine Woche später begann der Abmarsch an die Oder, wo die Armee in Raum Stettin eingesetzt wurde. Ab Ende April nahm die Armee an der Stettin-Rostocker Operation der 2. Weißrussischen Front teil und eroberte Anklam, Stralsund sowie die Inseln Wollin, Usedom und Rügen.

## Nachkriegsperiode
Nach dem Kriegsende wurde die Armee als Teil der Gruppe der Sowjetischen Besatzungstruppen in Deutschland mit Hauptquartier in Schwerin in Mecklenburg stationiert. Das Armeehauptquartier wurde Anfang 1946 aus Deutschland abgezogen und im April zum Hauptquartier des neuen Archangelsker Militärbezirks umgebildet.

## Befehlshaber
- Grigori Grigorjewitsch Sokolow – 25. Dezember 1941 bis 10. Januar 1942
- Nikolai Kusmitsch Klykow – 10. Januar bis 16. April 1942
- Andrei Andrejewitsch Wlassow – 16. April bis 1. Juli 1942
- Nikolai Kusmitsch Klykow – 24. Juli bis 2. Dezember 1942
- Wladimir Sacharowitsch Romanowski – 2. Dezember 1942 bis 23. Dezember 1943
- Iwan Iwanowitsch Fedjuninski – 24. Dezember 1943 bis April 1946